# St. Nikolaus (Dünzelbach)

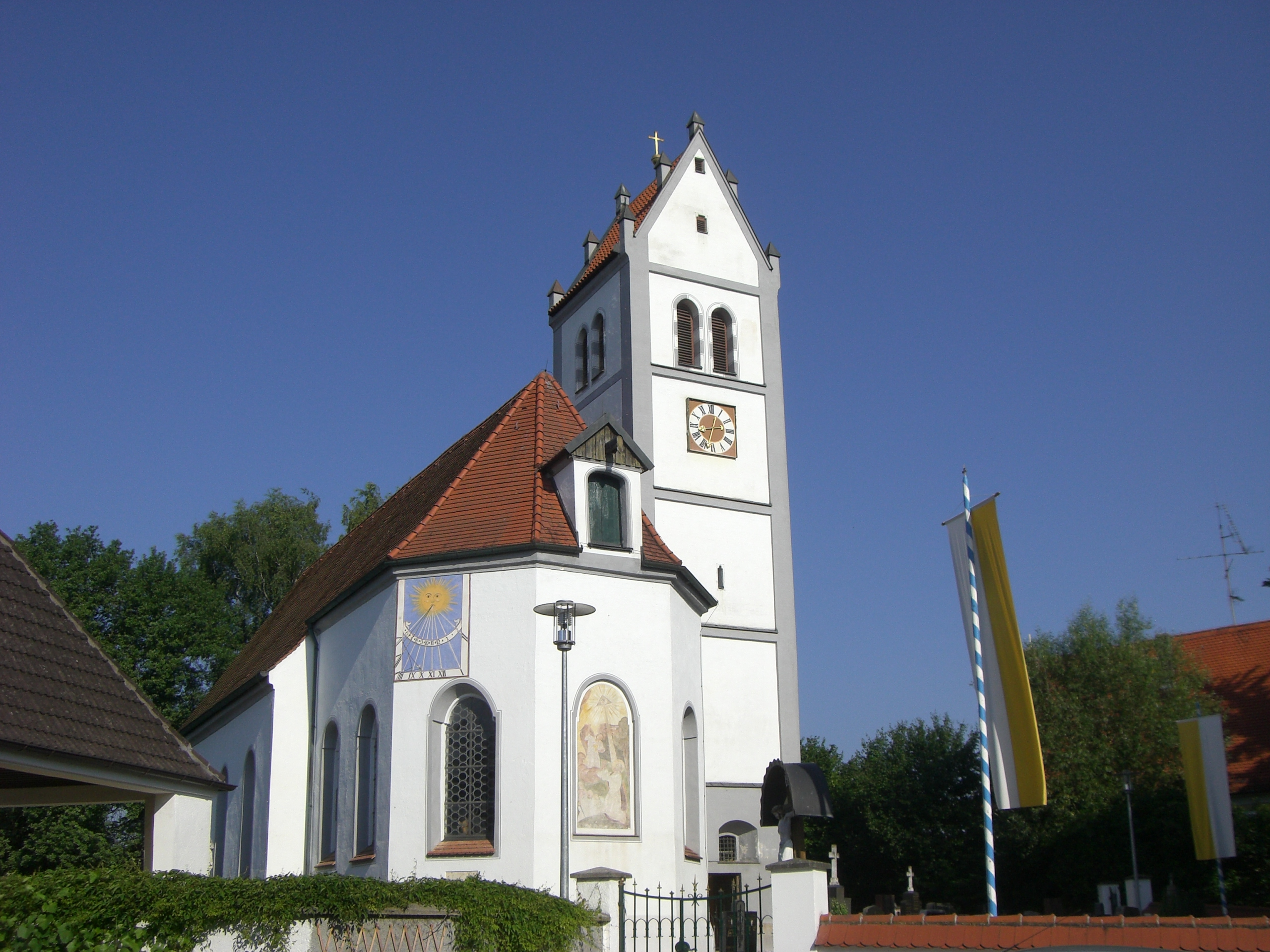
Pfarrkirche St. Nikolaus in Dünzelbach

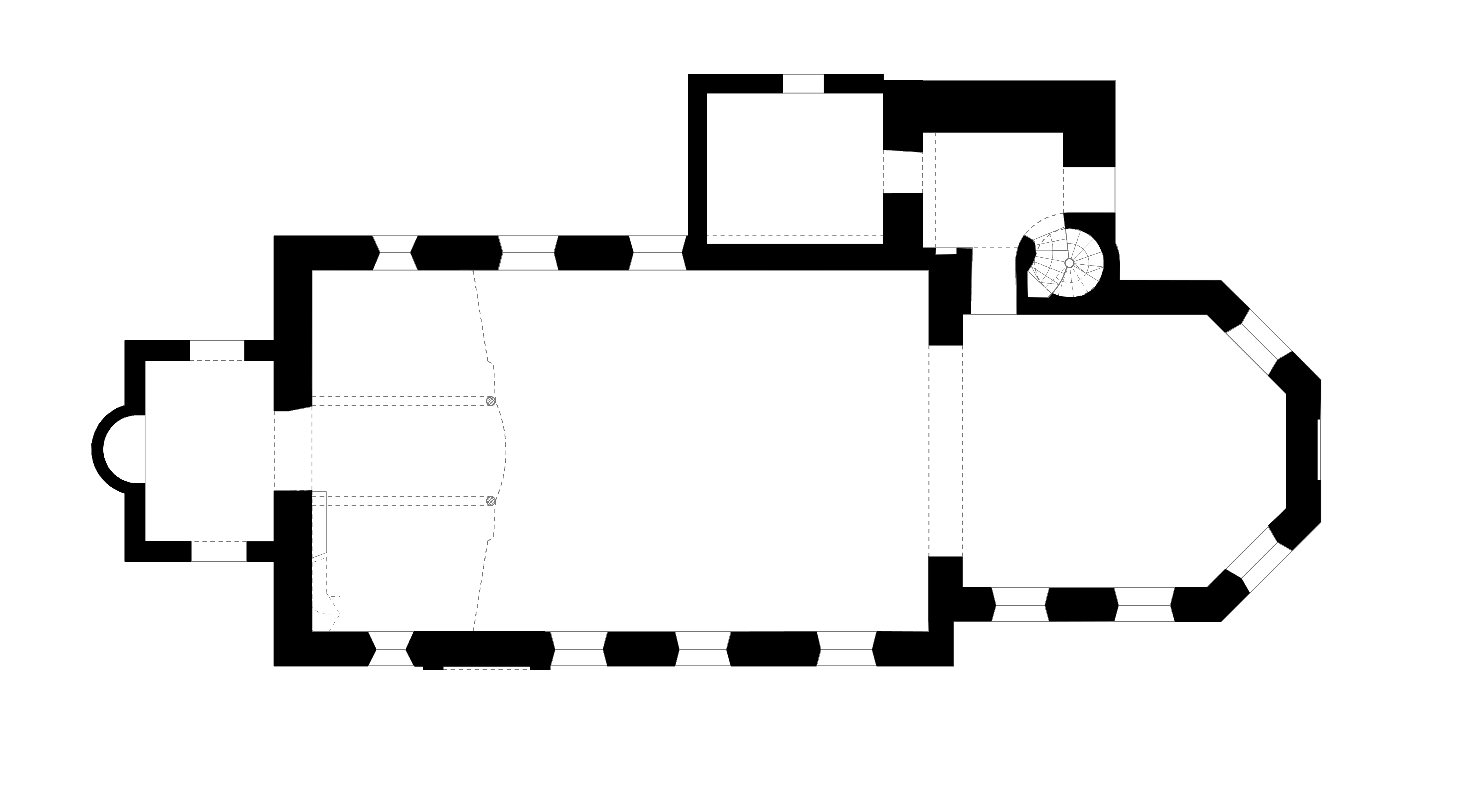
Grundriss der Pfarrkirche

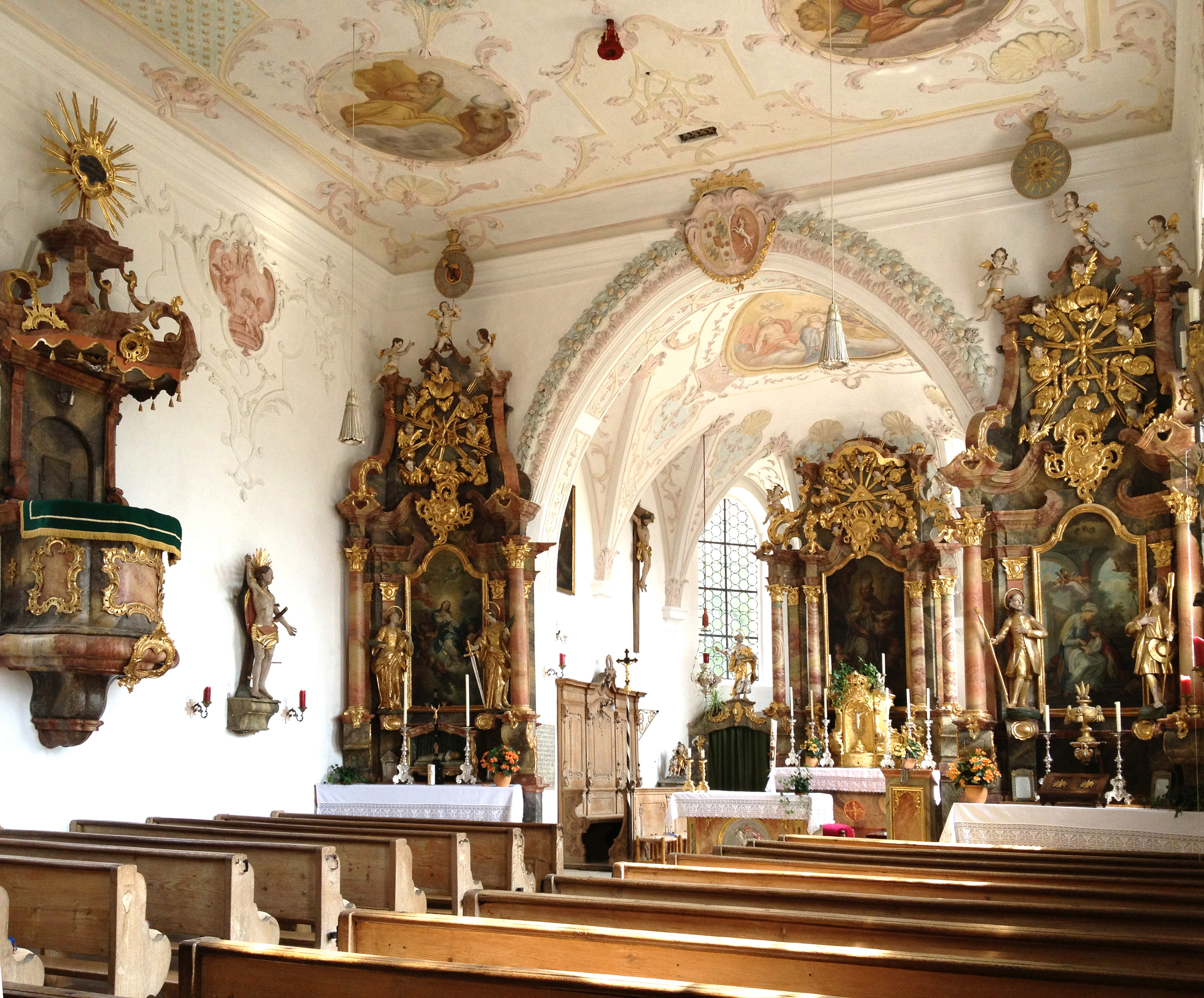
Blick in den Innenraum

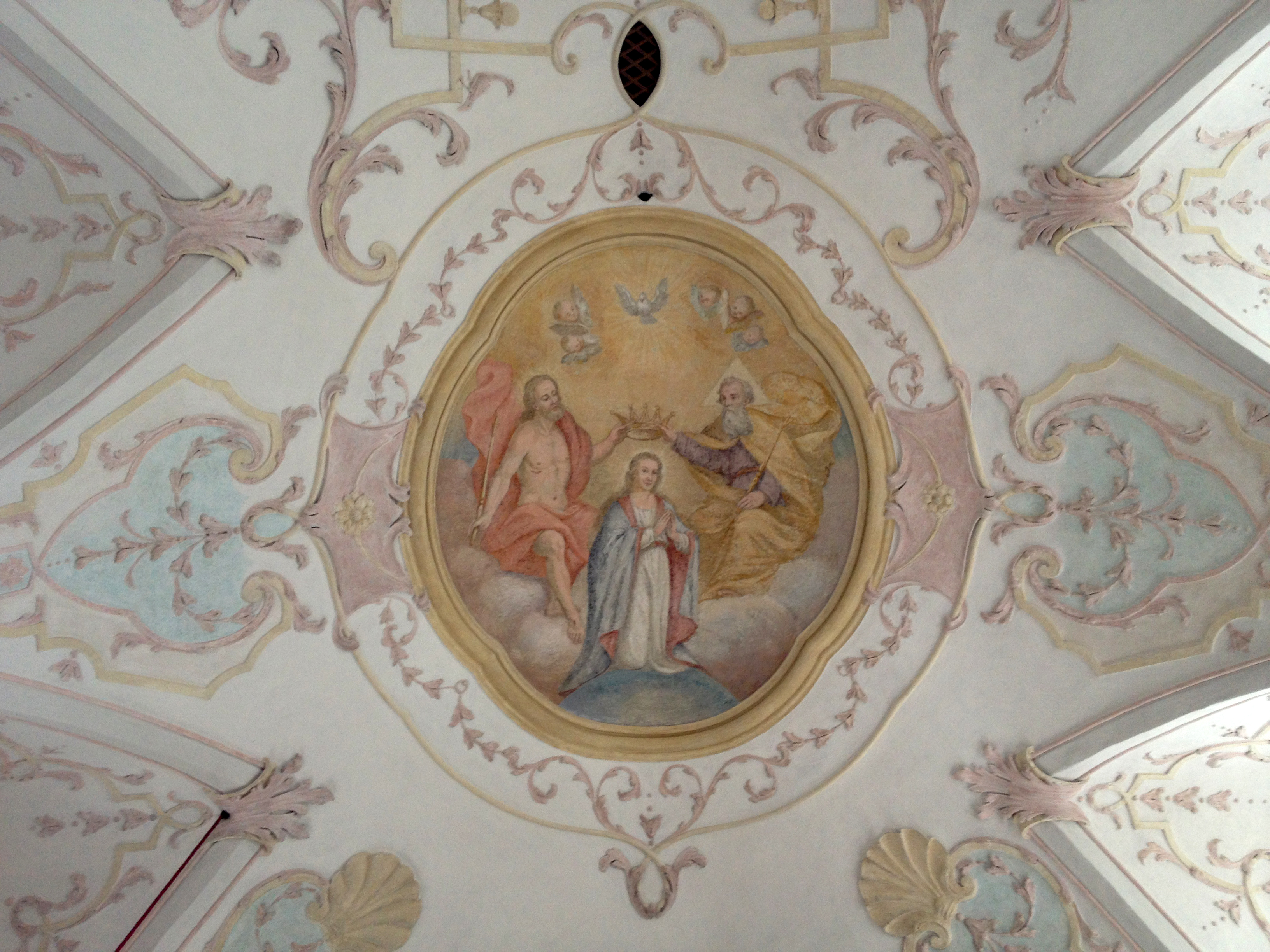
Krönung Mariens, Deckenfresko in der Pfarrkirche St. Nikolaus Dünzelbach, um 1727

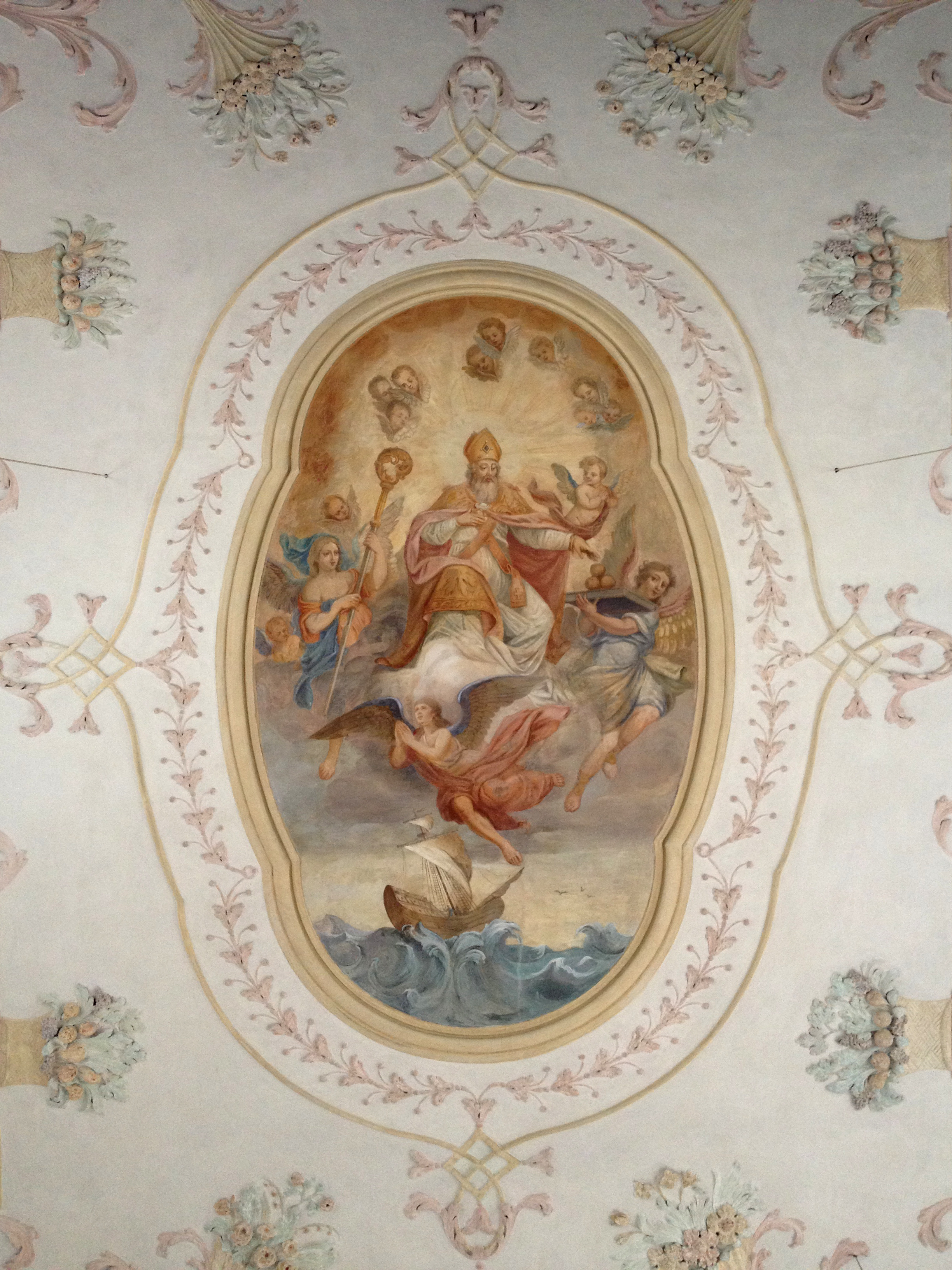
St. Nikolaus in der Glorie (Beschützer der Seefahrt), Deckenfresko in der Pfarrkirche St. Nikolaus Dünzelbach, um 1727

Die katholische Pfarrkirche St. Nikolaus steht im Ortskern des Straßendorfes Dünzelbach im Landkreis Fürstenfeldbruck in Oberbayern. Die im Kern spätgotische Dorfkirche verfügt über eine reiche Barock- und Rokokoausstattung.

## Geschichte
Ein erster Kirchenbau stand an dieser Stelle spätestens seit 1337. Für diese Zeit ist Wernher der Pflaumdorfer als erster Pfarrer von Dünzelbach überliefert. Ein Burgturm des damaligen Ortsadels befand sich auf einem Plateau südwestlich der Kirche. Seit dem Jahr 1472 waren die Grafen Toerring  auf Seefeld  Inhaber des Dorfes, der Hofmark und des Patronatsrechtes auf der Pfarrei. Im Jahr 1765 wurde der Burgturm aufgegeben und das noch brauchbare Baumaterial zur Errichtung des heutigen Forsthauses benutzt.
Im äußeren Erscheinungsbild präsentiert sich die Dünzelbacher Pfarrkirche als Bau der Spätgotik. Der Chorraum und die ersten beiden Turmgeschosse entstammen der 2. Hälfte des 15. Jahrhunderts. Unter dem heutigen Hochaltar befindet sich noch der steinerne Altartisch der ersten Ausstattung, auf dem die Jahrzahl 1470 zu lesen ist. Maurer Maister Jörg zu Puch erhöhte 1512 den Chorraum und zog das Chorgewölbe mit gotischen Stichkappen ein. Der Turm wurde bis auf Höhe des Chorgewölbes erhöht und das Langhaus mit flacher Holzbalkendecke und südlich vorgesetztem Eingangsgebäude angefügt. Der Turm wurde mit einem hölzernen Aufbau versehen, der aber bereits 1578 durch einen gemauerten Turm mit Satteldach und Fialenaufsätzen ersetzt wurde. Der Bau war mit drei Altären, einer Kanzel am Triumphbogen und einem Sakramentshäuschen im Chorraum ausgestattet. 
Bis heute sind die Kirchenbänke aus dem Jahr 1604 erhalten.
In der ersten Phase der Barockisierung, die den Innenraum prägt, wurde um 1725/27 der reiche Stuck und die Fresken an der Flachdecke des Langhauses, sowie am Chorgewölbe, dessen gotische Rippen und Dienste beseitigt wurden, angebracht. Georg Steer aus Landsberied führte die Stuckarbeiten aus. Die drei Altäre und die Kanzel schuf 1765/70 der Landsberger Kunstschreiner Menrad Fischer in ausgereiften Rokokoformen. In diese Zeit fällt der nördliche Anbau der Sakristei. Das im Westen angefügte Eingangsgebäude aus der 2. Hälfte des 19. Jahrhunderts ersetzte den südlichen Eingangsvorbau aus der Spätgotik. Den letzten größeren Eingriff stellen die neubarocken monochromen Stuckergänzungen und die Fresken von 1901 an den Wänden und der Emporenbrüstung dar.

## Baubeschreibung
Die Grundstruktur der Dorfkirche ist am prägnanten Hauptbaukörper, der im Außenbereich keine Gliederungselemente aufweist, gut lesbar. Zwischen eingezogenem Chorraum und Langhaus vermittelt ein gotischer Triumphbogen. Über dem vermauerten mittleren Chorfenster hat sich am Dach die Einhausung eines Lastenseilzuges erhalten. Die auffälligste Gestaltung kommt dem Turm (um 1470, 1512 und 1578) zu. Plastisch und farbig abgesetzte Lisenen betonen die Außenkanten und die Geschossigkeit. Die Glockenstube öffnet sich mit paarweise angeordneten Rundbogenfenstern auf drei Seiten zum Dorf. Die westlichen Turmfenster sind alle vermauert worden. Das Satteldach des Turmes ist mit Fialenaufsätzen an den Giebeln geschmückt und folgt der Firstrichtung des Hauptbaukörpers. In den unteren beiden Turmgeschossen durchbricht eine gemauerte Spindeltreppe das Spitzbogengewölbe über dem Erdgeschoss. Die heutige Sakristei steht zwischen westlicher Turmaußenwand und Langhaus und ist mit einem kupfergedeckten Schleppdach an den Dachstuhl des Hauptbaues angeschlossen.

## Ausstattung
Die elegante und qualitätvolle Ausstattung verdankt die Dünzelbacher Pfarrkirche ganz entscheidend dem Patronat der Grafen Toerring. Am Scheitel des Chorbogens befindet sich das Allianzwappen des Max Cajetan, Graf von Toerring, Ritter des Goldenen Vlieses, und seiner Gemahlin, der Marcesa von Canossa.
Durch Archivalien alter Kirchenrechnungen im Staatsarchiv München konnten die Namen der beteiligten Künstler und Handwerker festgestellt werden.
Die Stuckarbeiten von 1725/27 am Chorgewölbe und an der Flachdecke des Langhauses stammen vom sonst unbekannten Georg Steer aus Landsberied. Der ländliche Meister kombinierte geschickt höfische Dekor-Elemente, wie das zeittypische Gitterwerk mit Lambrequins mit klassischen Muschel- und Akanthusmotiven. Der Künstler verwendet dabei als Leitmotiv die sich kreuzenden Bänder (Bandelwerk), wie wir sie vom französischen Regence-Stil kennen. Besonders plastisch wurde die Girlande am Chorbogen ausgeführt, ein Zitat römischer Festdekorationen. Der Stuck an den Wänden des Langhauses und der Emporenbrüstung wurde erst 1901 geschaffen, fügt sich aber durch gekonnte motivische Annäherung und farbliche Zurückhaltung gut in das Gesamtkonzept ein.
Die Deckenfresken stellen ein Frühwerk (1727) des Malers Johann Georg Sang aus München dar. Sie zeigen im Chor die Marienkrönung und im Kirchenschiff St. Nikolaus in der Glorie, Beschützer der Seefahrt und in eigenen Medaillons die vier Evangelisten. Interessanterweise verzichtet Sang bei den Deckengemälden auf die sonst in der Barockzeit übliche perspektivische Untersicht. An den Seitenwänden und der Emporenbrüstung sind einfarbige Fresken mit sehr eigenwilligen Darstellungen der Sieben Sakramente angebracht. Sie sind spätere neubarocke Schöpfungen und wurden im Zuge der Renovierung von 1901 geschaffen.
Sehr viel bedeutender sind die drei Altäre und die Kanzel von 1765/70, die vom Landsberger Kunstschreiner Menrad Fischer stammen. Der Meister ist bislang nur unzureichend erforscht, doch weist ihn sein Dünzelbacher Werk als überdurchschnittlich aus. Bemerkenswert ist auch die fast vollständig original erhaltene, sehr kunstvolle Marmorfassung. Dieser aufwendige Altartypus in eleganten Rokokoproportionen, wild bewegter Rocaille-Ornamentik, mehrfach ausschwingendem und verkröpftem Gebälk und unterschiedlicher Kapitellhöhe von Säulen und Pilastern geht auf die Türkheimer Kunsttischler-Familie Bergmüller zurück. Ebenfalls aus Türkheim entstammt Franz Joseph Pfeiffenhofer, der Schöpfer der Dünzelbacher Altarfiguren. Neben den zahlreichen Engelsdarstellungen in den oberen Altarbereichen entwarf er für jeden Altar paarweise die Säulenheiligen. Am Hochaltar sind es die Heiligen Petrus und Paulus, deren Aufstellort jetzt über den seitlichen Bogendurchgängen ist, am linken Seitenaltar die Heiligen Afra und Katharina von Alexandrien, sowie die Heiligen Isidor und Wendelin am rechten Seitenaltar. Auf den Altarbildern sind jeweils die Patrone der Pfarrkirche dargestellt. Dabei ist das Gemälde am Hochaltar als einziges noch aus der Barockzeit und stammt von dem im Ammersee-Raum gefragten Maler Johann Baptist Baader. Die Gemälde der Seitenaltäre wurden im späten 19. und frühen 20. Jahrhundert ersetzt und zeigen die Aufnahme Mariens in den Himmel (links) und Mutter Anna, Maria das Lesen lehrend (rechts).